# Папашка і мем
«Папашка і мем» — радянський художній фільм 1990 року, знятий режисером Олександром Мар'ямовим.

## Сюжет
Закоханим уже за сорок. У кожного з них діти, які представляють два ворогуючі угруповання. Ситуація, як у Шекспіра, банальна, але драматична аж ніяк не по-шекспірівськи, хоча і викликає жаль з приводу батьків, які пішли з життя.

## У ролях
- Георгій Тараторкін — Тато
- Любов Поліщук — Марина Михайлівна
- Марина Майко — Таня
- Ілля Клименков — Ігор
- В. Тактаров — епізод
- В. Фернандес — епізод
- Любов Руденко — продавчиня квітів
- С. Шишков — епізод
- Ілля Тюрін — епізод

## Знімальна група
- Режисер — Олександр Мар'ямов
- Сценарист — Олександр Мар'ямов
- Операторка — Інна Зараф'ян
- Композитор — Олексій Козлов